# Formica incerta
Espèce
Formica incerta est une espèce de fourmis trouvée dans l'est de l'Amérique du Nord. C'est l'espèce de Formica la plus courante dans de nombreuses régions. Elle creuse des fourmilières souterraines dont les entrées sont petites. Son régime se compose du nectar produit par des nectaires extra-floraux et du miellat qu'elle obtient d'Aphidoidea et de Membracidae. Elle est la principale cible de la fourmi esclavagiste Polyergus lucidus. F. incerta a été décrite pour la première fois par l'entomologiste italien Carlo Emery en 1893. L'épithète spécifique provient du latin incertus, qui signifie « incertain », et semble particulièrement bien choisi, étant donné l'incertitude postérieure de la validité de l'espèce et la difficulté de distinguer cette fourmi des autres espèces vivant dans le même secteur.

## Description

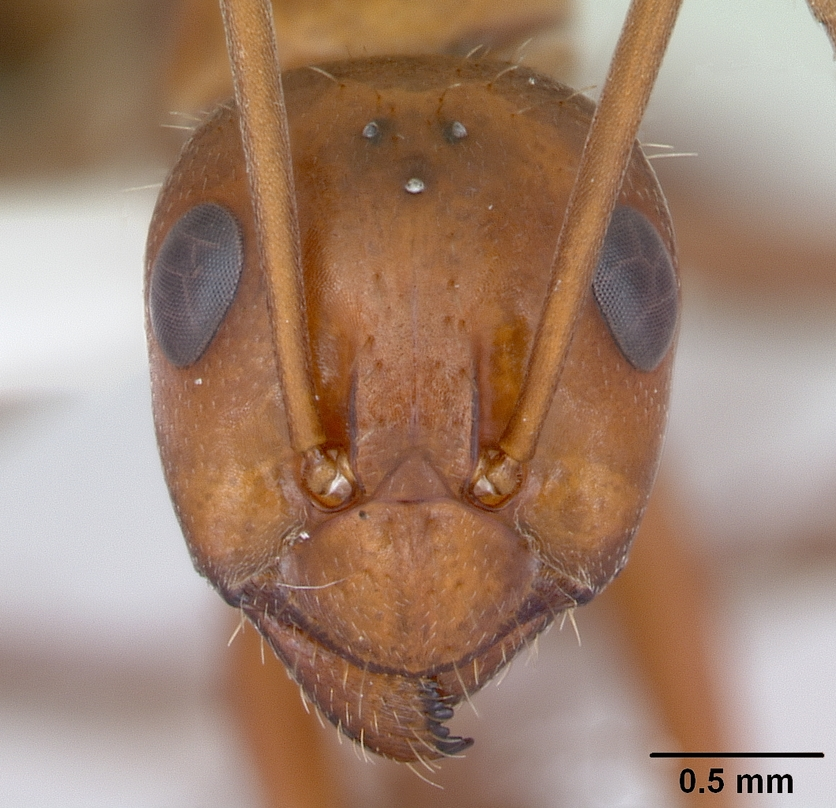
Tête d'une ouvrière montrant les antennes, les mandibules, deux yeux composés et trois ocelles

L'ouvrière F. incerta présente un aspect très semblable à celui de F. pallidefulva, mais la première a quelques poils sur le mésosome et autour du pétiole (en), alors que la seconde n'en a pas. F. incerta est un peu plus pâle et moins lustré que F. pallidefulva, mais la variabilité des spécimens et des colonies est considérable. La reine est plus grande que les ouvrières et se distingue des reines des autres espèces par la présence de trois points noirs sur le thorax.

## Répartition et habitat
Formica incerta est une espèce indigène de la moitié est des États-Unis. Son aire de répartition s'étend du Minnesota, du Nebraska, de la Nouvelle-Angleterre et des monts chauves des Appalaches au Colorado et peut-être au Nouveau-Mexique. L'espèce habite les sols sablonneux et argileux et préfère les vieilles prairies, les prés et les landes, mais vit aussi dans les forêts clairsemées, les chemins forestiers, les parcs et sur les pelouses et les accotements des routes. C'est l'espèce de Formica la plus abondante dans de nombreuses régions et la première qui recolonise les prairies remises en état,.

## Comportement

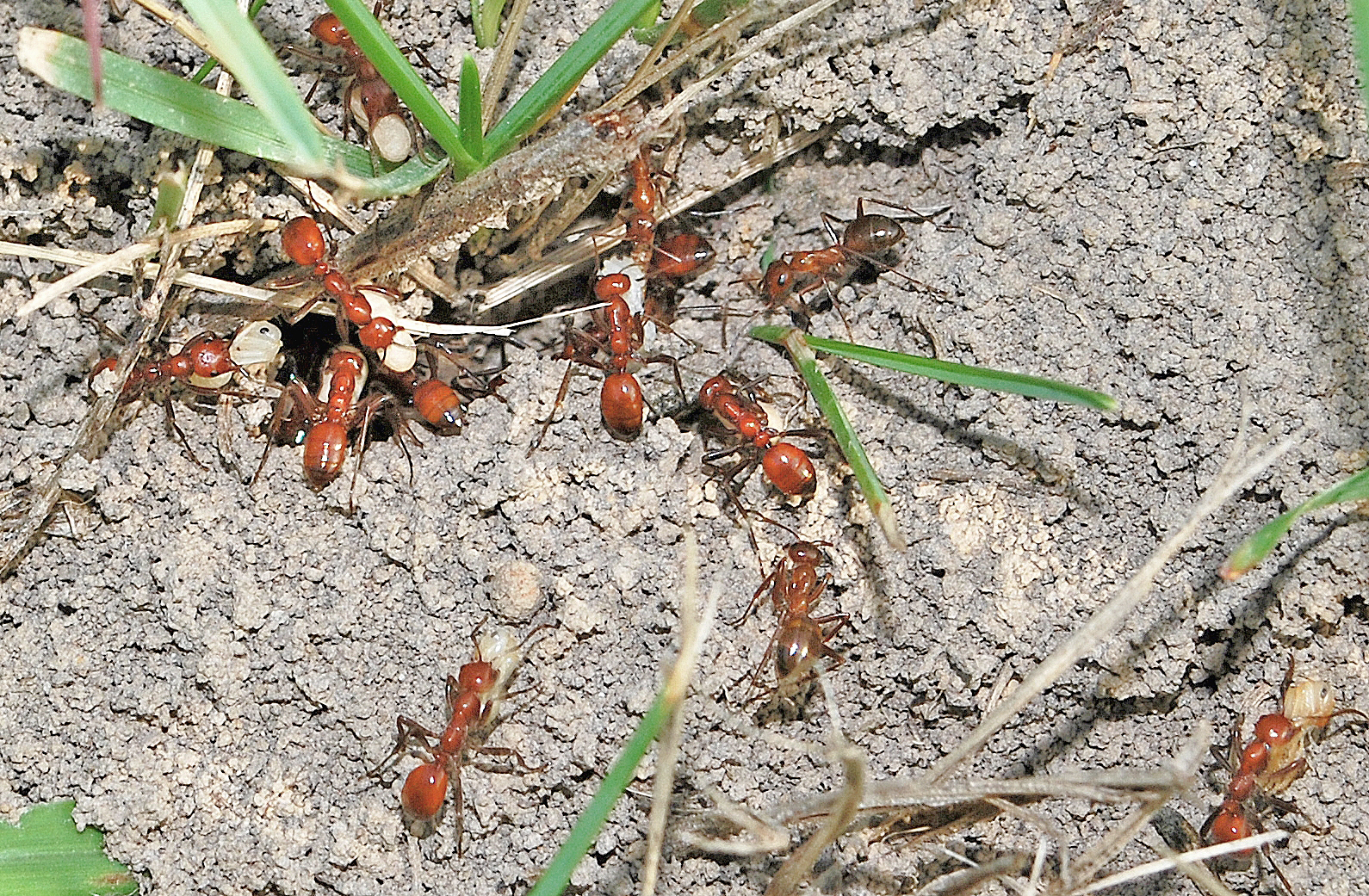
Raid d'ouvrières P. lucidus sur une fourmilière de F. incerta

La fourmilière de F. incerta est creusée sous le sol et se compose d'une ou plusieurs grandes chambres proches de la surface d'où descendent une ou plusieurs galeries verticales d'environ 1 cm de diamètre qui peuvent atteindre 42 cm de long. Les chambres où les fourmis logent, qui mesurent d'ordinaire 4 cm sur 2,5 et qui ont un sol plat et un dôme, rayonnent de ces galeries. Il n'y a pas de monticule au-dessus de la fourmilière, mais une entrée fraîchement creusée peut être entourée d'un halo de déblais. L'entrée, qui n'est pas apparente, peut mesurer jusqu'à 2,5 cm de diamètre. Il arrive parfois que la fourmilière ait deux entrées.
Une fourmilière abrite plusieurs milliers de fourmis, les œufs, les larves et les nymphes. Les grandes colonies étudiées au Michigan comptaient plusieurs reines, un petit nombre de femelles ailées et des reproducteurs en développement, quelques douzaines d'ouvrières immatures, 2 000 ouvrières adultes, 2 000 nymphes, 1 500 larves et un nombre semblables d'œufs. Certaines des larves de fin de saison hivernent et augmentent l'effectif de début de saison l'année suivante.
Les ouvrières sortent chercher de la nourriture le jour. À l'aube des jours clairs de la fin de l'été, un très petit nombre de fourmis ailées sortaient de la fourmilière et s'envolaient bientôt vers le sud. Il est probable que les reines fécondées se joignent à une colonie existante de la même espèce et que de nouvelles colonies sont fondées lorsque les ouvrières ont creusé une nouvelle fourmilière à proximité, y ont apporté une partie du couvain et y ont mené une reine.
F. incerta a un régime varié. Les ouvrières cherchent le nectar produit par les nectaires extra-floraux de plantes comme le tournesol et la Chamaecrista fasciculata (en). Elles recueillent aussi le miellat des Aphidoidea et des Membracidae et protègent ces sources de nourriture contre les fourmis qui ne font pas partie de leur colonie, les autres espèces de fourmis et les parasitoïdes. Dans les régions où des espèces de fourmis plus grandes sont nombreuses, elles peuvent chercher leur nourriture de façon plus discrète. Dans les pâtures dénudés, elles sont une proie facile pour le Pic flamboyant (Colaptes auratus). Elles sont aussi la principale espèce victime des raids de la fourmi esclavagiste Polyergus lucidus, qui leur vole les nymphes et les larves de stade avancé.